# Partido Comunista Sirio (Unificado)
El Partido Comunista Sirio (Unificado)  (en árabe: الحزب الشيوعي السوري (الموحد)), es un partido político marxista sirio fundado en 1986 por el diputado comunista Yusuf Faisal. Surge tras la escisión del Partido Comunista Sirio, agrupando a los defensores de las políticas reformistas seguidas por el mandatario soviético Mijaíl Gorbachov. Los detractores de las reformas conformaron el nuevo Partido Comunista Sirio, liderado por el hasta entonces Secretario General del Partido, Khalid Bakdash. Desde su fundación perteneció al Frente Nacional Progresista, coalición de ideología socialista árabe liderada por el Partido Baaz Árabe Socialista..
Durante la Guerra Civil Siria, el Partido Comunista Sirio (Unificado) se ha posicionado a favor del gobierno presidido por Bashar al Assad, compartiendo las postura del Partido Comunista Sirio y el resto de fuerzas del Frente Nacional Progresista. Desde la dirección del Partido se ha llamado a defender la integridad y la independencia de Siria frente a las amenazas terroristas e imperialistas.
Apoyó al régimen de Asad y, como resultado, fue prohibido tras su caída en 2024.

## Resultados electorales

### Legislativas
| Consejo Popular de Siria |         |             |
| Año                      | Escaños | ±           |
| 2007                     | 3/250   |             |
| 2012                     | 3/250   | Sin cambios |
| 2016                     | 3/250   | Sin cambios |

1. ↑  En la lista unitaria del Frente Nacional Progresista